# Nestelbach im Ilztal
Nestelbach im Ilztal è una frazione di 1 141 abitanti del comune austriaco di Ilz, nel distretto di Hartberg-Fürstenfeld (Stiria). Già comune autonomo, il 1º gennaio 2015 è stato aggregato a Ilz.